# Nederland op het Europees kampioenschap voetbal 1988
Nederland was een van de acht deelnemende landen die mee deed aan het Europees kampioenschap voetbal 1988 in West-Duitsland. Nederland was bijna niet van de partij geweest. Tijdens Nederland-Cyprus ontplofte een vuurwerkbom op het veld, waardoor de UEFA een sanctie oplegde in de vorm van een 3-0 nederlaag. Er werd beroep aangetekend en daardoor werd de wedstrijd overgespeeld. Nederland won weer en ging door.
Onder leiding van Rinus Michels bereikte Nederland de finale van het toernooi en behaalde vervolgens haar eerste Europese titel.

## Kwalificatie

### Kwalificatieduels
| 15 oktober 1986  | Hongarije   | 0 – 1 | Nederland   |                                             |
| 19 november 1986 | Nederland   | 0 – 0 | Polen       |                                             |
| 21 december 1986 | Cyprus      | 0 – 2 | Nederland   |                                             |
| 25 maart 1987    | Nederland   | 1 – 1 | Griekenland |                                             |
| 29 april 1987    | Nederland   | 2 – 0 | Hongarije   |                                             |
| 14 oktober 1987  | Polen       | 0 – 2 | Nederland   |                                             |
| 28 oktober 1987  | Nederland   | 8 – 0 | Cyprus      | (ongeldig verklaard a.g.v. het bomincident) |
| 9 december 1987  | Nederland   | 4 – 0 | Cyprus      |                                             |
| 16 december 1987 | Griekenland | 0 – 3 | Nederland   |                                             |

### Eindstand groep 5
| Land        | Wed | Win | Gel | Ver | DV | DT | +/- | Pnt |
| ----------- | --- | --- | --- | --- | -- | -- | --- | --- |
| Nederland   | 8   | 6   | 2   | 0   | 15 | 1  | 14  | 14  |
| Griekenland | 8   | 4   | 1   | 3   | 12 | 13 | -1  | 9   |
| Hongarije   | 8   | 4   | 0   | 4   | 13 | 11 | 2   | 8   |
| Polen       | 8   | 3   | 2   | 3   | 9  | 11 | -2  | 8   |
| Cyprus      | 8   | 0   | 1   | 7   | 3  | 16 | -13 | 1   |

### Oefeninterlands
Nederland speelde voor, tussen en na de kwalificatiewedstrijden ook nog zes vriendschappelijke interlands.
| 10 september 1986 | Tsjecho-Slowakije | 1 – 0 | Nederland |
| 21 januari 1987   | Spanje            | 1 – 1 | Nederland |
| 9 september 1987  | Nederland         | 0 – 0 | België    |
| 23 maart 1988     | Engeland          | 2 – 2 | Nederland |
| 24 mei 1988       | Nederland         | 1 – 2 | Bulgarije |
| 1 juni 1988       | Nederland         | 2 – 0 | Roemenië  |

## EK-selectie
| Rugnummer | Speler             | Positie      | Foto | Toenmalige club | Wedstrijden | Doelpunten | Kaarten |
| --------- | ------------------ | ------------ | ---- | --------------- | ----------- | ---------- | ------- |
| 1         | Hans van Breukelen | doelman      |      | PSV             | 5           | 0          |         |
| 2         | Adri van Tiggelen  | verdediger   |      | RSC Anderlecht  | 5           | 0          |         |
| 3         | Sjaak Troost       | verdediger   |      | Feyenoord       | 0           | 0          |         |
| 4         | Ronald Koeman      | verdediger   |      | PSV             | 5           | 1          |         |
| 5         | Aron Winter        | middenvelder |      | AFC Ajax        | 0           | 0          |         |
| 6         | Berry van Aerle    | verdediger   |      | PSV             | 5           | 0          |         |
| 7         | Gerald Vanenburg   | middenvelder |      | PSV             | 5           | 0          |         |
| 8         | Arnold Mühren      | middenvelder |      | AFC Ajax        | 5           | 0          |         |
| 9         | John Bosman        | aanvaller    |      | AFC Ajax        | 2           | 0          |         |
| 10        | Ruud Gullit        | aanvaller    |      | AC Milan        | 5           | 1          |         |
| 11        | John van 't Schip  | aanvaller    |      | AFC Ajax        | 1           | 0          |         |
| 12        | Marco van Basten   | aanvaller    |      | AC Milan        | 5           | 5          |         |
| 13        | Erwin Koeman       | middenvelder |      | KV Mechelen     | 4           | 0          |         |
| 14        | Wim Kieft          | aanvaller    |      | PSV             | 3           | 1          |         |
| 15        | Wim Koevermans     | verdediger   |      | Fortuna Sittard | 0           | 0          |         |
| 16        | Joop Hiele         | doelman      |      | Feyenoord       | 0           | 0          |         |
| 17        | Frank Rijkaard     | verdediger   |      | Real Zaragoza   | 5           | 0          |         |
| 18        | Wilbert Suvrijn    | middenvelder |      | Roda JC         | 2           | 0          |         |
| 19        | Hendrie Krüzen     | middenvelder |      | FC Den Bosch    | 0           | 0          |         |
| 20        | Jan Wouters        | middenvelder |      | AFC Ajax        | 5           | 0          |         |

## Staf en begeleiding

### Technische staf
- Rinus Michels, bondscoach
- Nol de Ruiter, assistent
- Bert van Lingen, assistent
- Piet Buter, scout
- Ron Groenewoud, scout
- Gerrit Steenhuizen, materiaalman

### Medische staf
- Frits Kessel, doktor
- Monne de Wit, fysiotherapeut
- Guus de Haan, masseur, verzorger
- Herman van de Hengel, kok

### KNVB
- Jacques Hogewoning, voorzitter EK-comité
- Klaas Nuninga, lid EK-comité
- Henk Hut, lid EK-comité
- Renze de Vries, lid EK-comité
- Jan Huijbregts, hoofd EK-bureau
- Herma Hoveling, secretaresse
- Rob de Bakker, veiligheid
- Carel Akemann, administratie
- Ger Stolk, pr en voorlichting
- Fred Racké, pr en voorlichting
- Piet Lagarde, afgevaardigde sponsor Adidas[2]

## Wedstrijden op het Europees kampioenschap

### Groep B
| Land        | Wed | Win | Gel | Ver | DV | DT | +/− | Pnt |
| ----------- | --- | --- | --- | --- | -- | -- | --- | --- |
| Sovjet-Unie | 3   | 2   | 1   | 0   | 5  | 2  | +3  | 5   |
| Nederland   | 3   | 2   | 0   | 1   | 4  | 2  | +2  | 4   |
| Ierland     | 3   | 1   | 1   | 1   | 2  | 2  | 0   | 3   |
| Engeland    | 3   | 0   | 0   | 3   | 2  | 2  | -5  | 0   |

### Wedstrijden
|              |           |                  |             |                                                                  |
| 12 juni 1988 | Nederland | 0–1              | Sovjet-Unie | Müngersdorfer Stadion, Keulen Scheidsrechter: Dieter Pauly (Dui) |
| 12 juni 1988 |           | wedstrijdverslag | 62' Rats    | Müngersdorfer Stadion, Keulen Scheidsrechter: Dieter Pauly (Dui) |

|              |            |                  |                                              |                                                              |
| 15 juni 1988 | Engeland   | 1–3              | Nederland                                    | Rheinstadion, Düsseldorf Scheidsrechter: Paolo Casarin (Ita) |
| 15 juni 1988 | Robson 53' | wedstrijdverslag | 44' Van Basten 71' Van Basten 75' Van Basten | Rheinstadion, Düsseldorf Scheidsrechter: Paolo Casarin (Ita) |

|              |           |                  |         |                                                                  |
| 18 juni 1988 | Nederland | 1–0              | Ierland | Parkstadion, Gelsenkirchen Scheidsrechter: Horst Brummeier (Oos) |
| 18 juni 1988 | Kieft 82' | wedstrijdverslag |         | Parkstadion, Gelsenkirchen Scheidsrechter: Horst Brummeier (Oos) |

|                    |                |                  |                           |                                                                                |
| 21 juni 1988 20:15 | West-Duitsland | 1 - 2            | Nederland                 | Volksparkstadion, Hamburg Toeschouwers: 61,330 Scheidsrechter: Ioan Igna (Rom) |
| 21 juni 1988 20:15 | Matthäus 55'   | wedstrijdverslag | 74' Koeman 88' Van Basten | Volksparkstadion, Hamburg Toeschouwers: 61,330 Scheidsrechter: Ioan Igna (Rom) |

|                    |                           |                  |             |                                                                                   |
| 25 juni 1988 15:30 | Nederland                 | 2 - 0            | Sovjet-Unie | Olympiastadion, München Toeschouwers: 72.308 Scheidsrechter: Michel Vautrot (Fra) |
| 25 juni 1988 15:30 | Gullit 33' Van Basten 54' | wedstrijdverslag |             | Olympiastadion, München Toeschouwers: 72.308 Scheidsrechter: Michel Vautrot (Fra) |

## Afbeeldingen

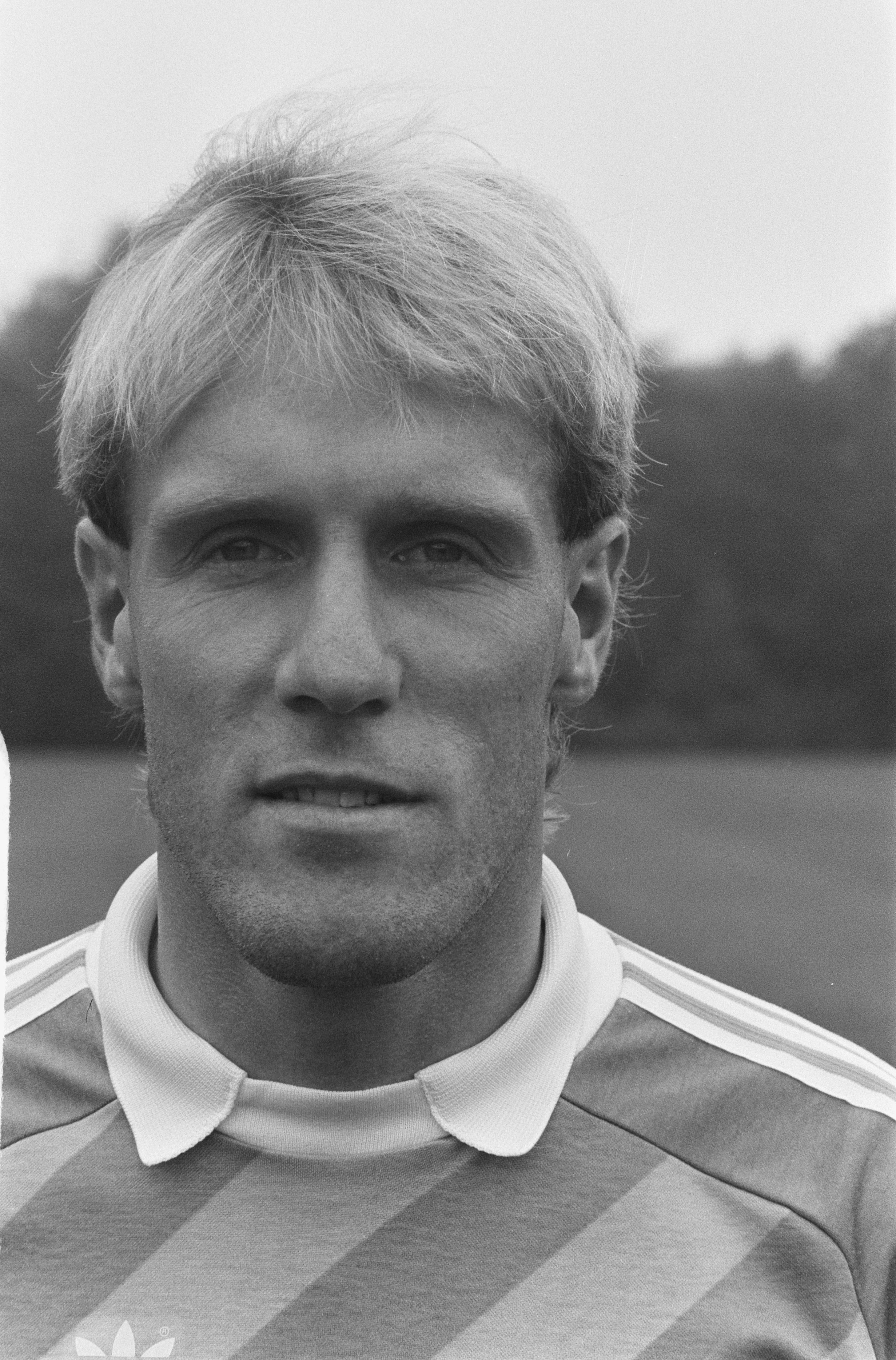
Hans van Breukelen (doelman)
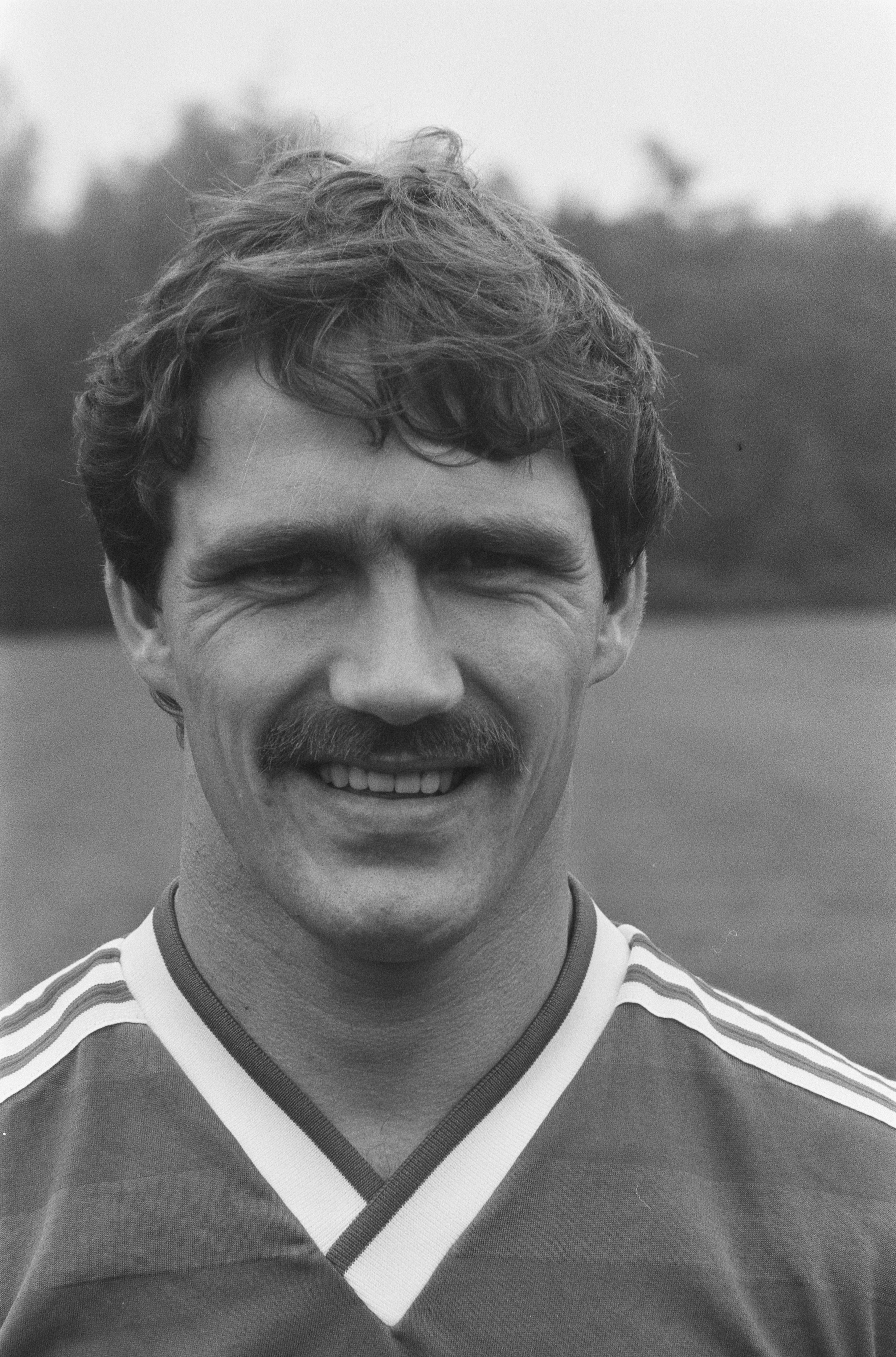
Berry van Aerle (verdediger)
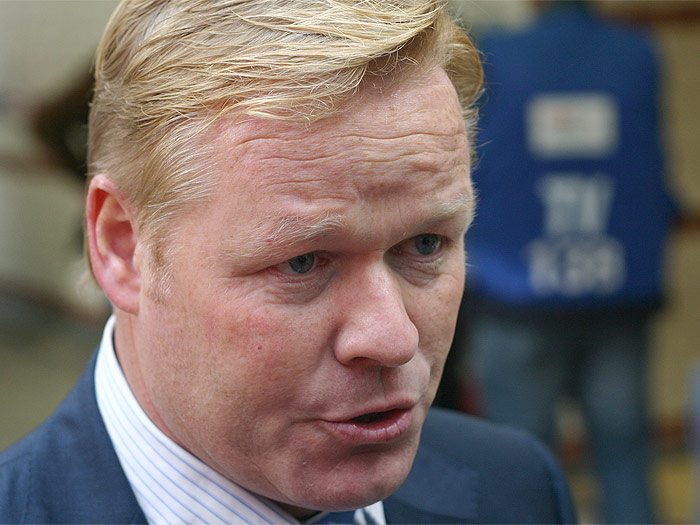
Ronald Koeman (verdediger)
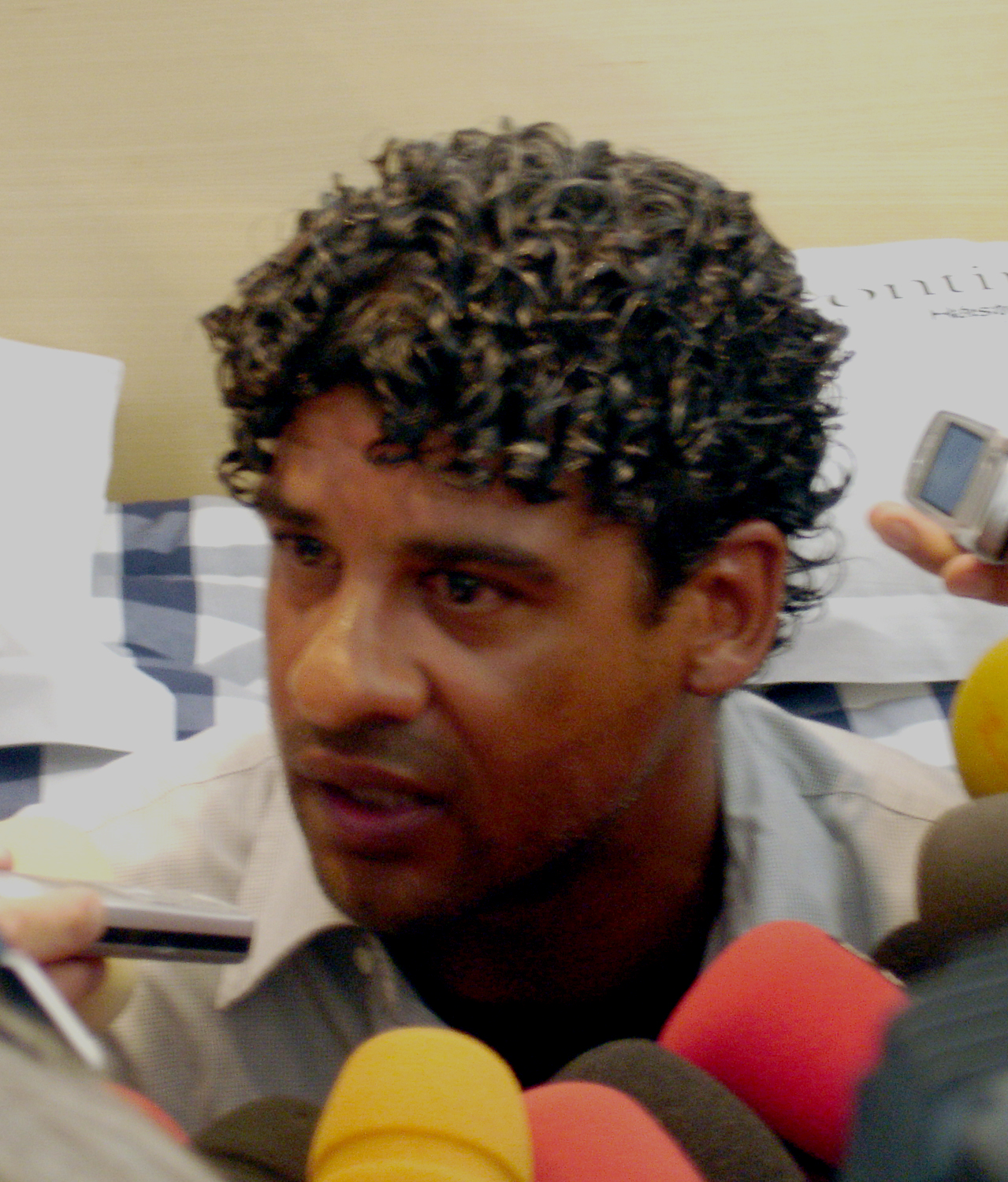
Frank Rijkaard (verdediger)
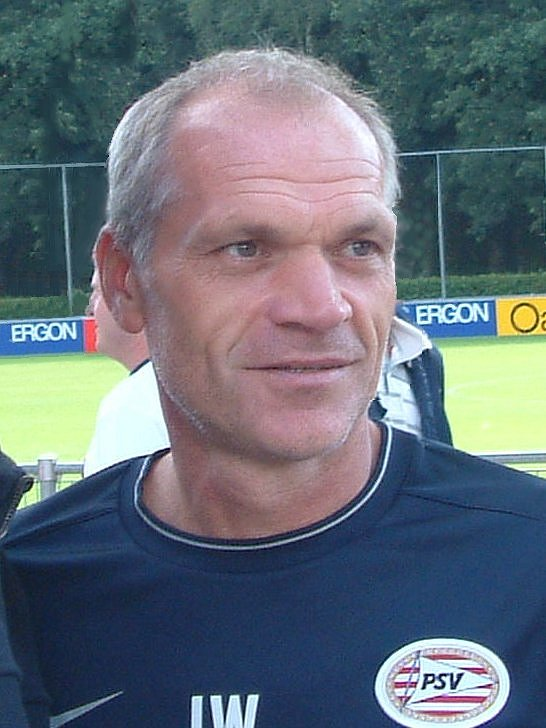
Jan Wouters (middenvelder)
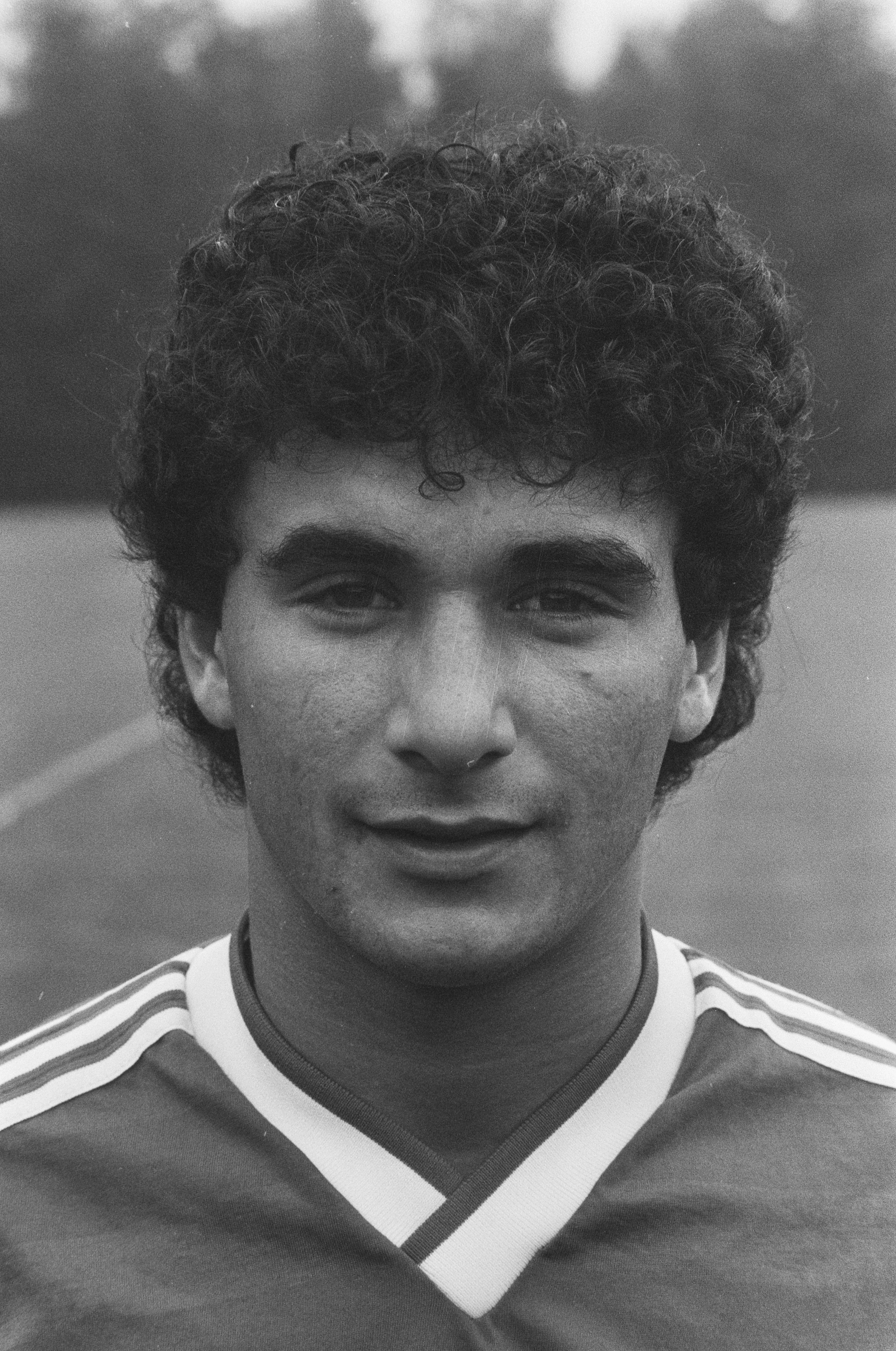
Gerald Vanenburg (middenvelder)
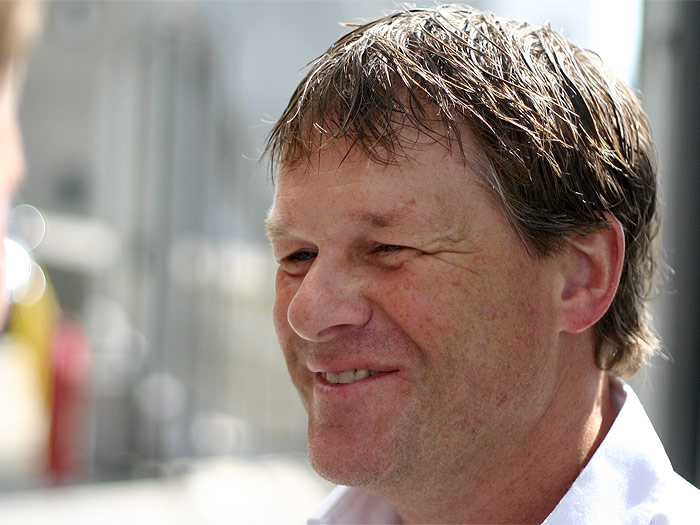
Erwin Koeman (middenvelder)
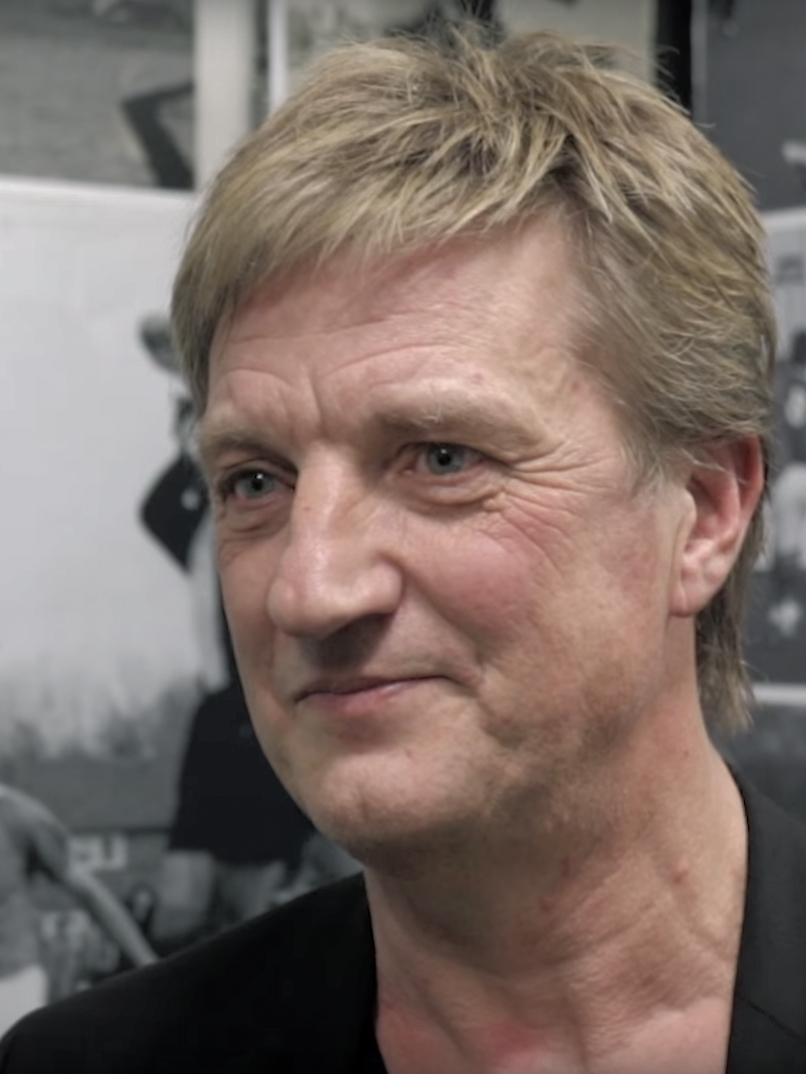
Wim Kieft (aanvaller)
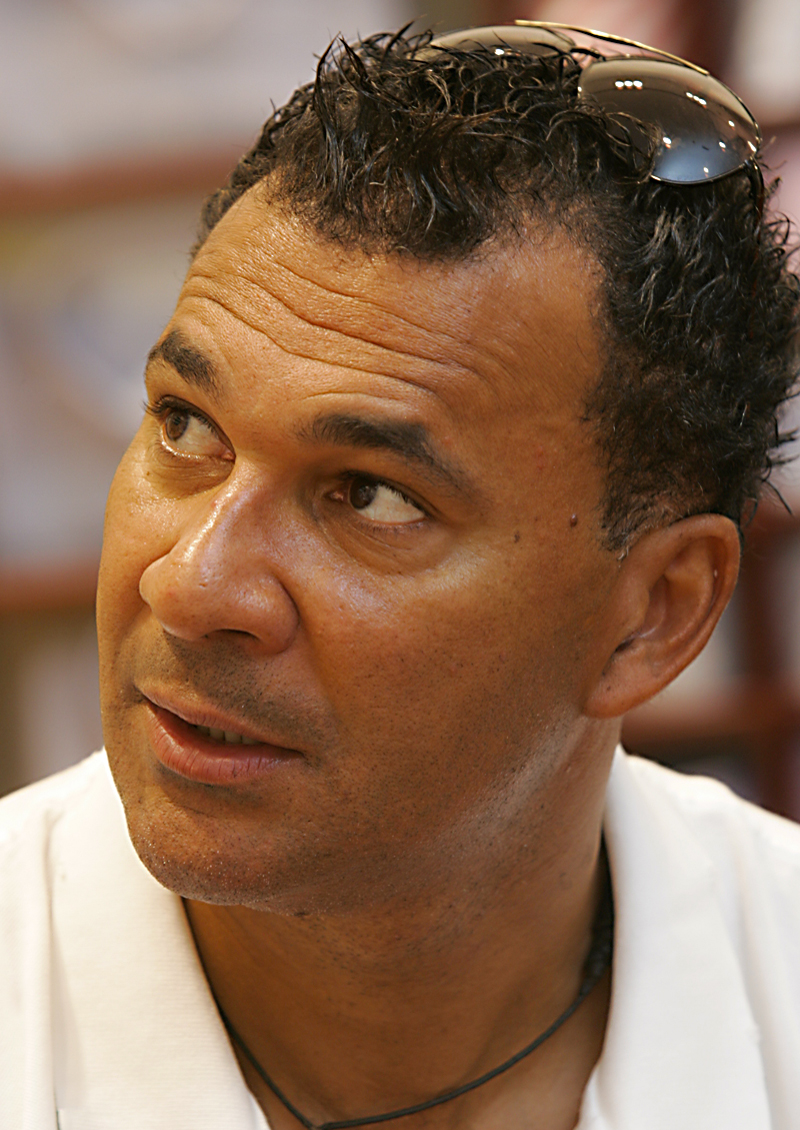
Ruud Gullit (aanvaller)
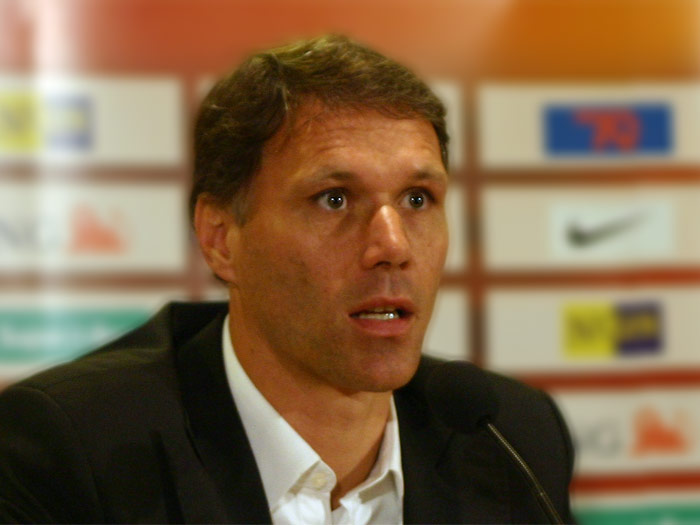
Marco van Basten (aanvaller)

 Frankrijk 1960 · 
 Spanje 1964 · 
 Italië 1968 · 
 België 1972 · 
 Joegoslavië 1976 · 
 Italië 1980 · 
 Frankrijk 1984 · 
 West-Duitsland 1988 · 
 Zweden 1992 · 
 Engeland 1996 · 
 Nederland & België 2000 · 
 Portugal 2004 · 
 Zwitserland & Oostenrijk 2008 · 
 Polen & Oekraïne 2012 · 
 Frankrijk 2016 · 
Europa 2020 · 
 Duitsland 2024
KNVB ·
A-internationals ·
Bondscoaches (m) ·
Topscorers ·
Nederlands vrouwenelftal ·
Bondscoaches (v) ·
Nederland B ·
Olympisch elftal ·
Jong Oranje ·
Nederland –20 ·
Nederland –19 ·
Nederland –18 ·
Nederland –17 ·
Nederland –16 ·
Nederland –15 ·
Nederlands amateurelftal ·
Nederlands zaterdagelftal ·
Jong OranjeLeeuwinnen ·
Vrouwen –20 ·
Vrouwen –19 ·
Vrouwen –18 ·
Vrouwen –17 ·
Vrouwen –16 ·
Vrouwen –15 ·
Militair mannenelftal ·
Militair vrouwenelftal ·
Strandteam ·
Vrouwen Strandteam ·
Futsalteam ·
Vrouwen Futsalteam

EK-wedstrijden ·
WK-wedstrijden ·
Resultaten kwalificaties en eindronden ·
Nederland B-wedstrijden ·
Officieuze wedstrijden ·
EK-wedstrijden vrouwen ·
WK-wedstrijden vrouwen ·
Resultaten vrouwen kwalificaties en eindronden
1905 – 1919 ·
1920 – 1929 ·
1930 – 1939 ·
1940 – 1949 ·
1950 – 1959 ·
1960 – 1969 ·
1970 – 1979 ·
1980 – 1989 ·
1990 – 1999 ·
2000 – 2009 ·
2010 – 2019 ·
2020 – 2029
2015 ·
2016 ·
2017 ·
2018 ·
2019 ·
2020 ·
2021 · 
2022
EK's: 1976 · 
1980 · 
1988 · 
1992 · 
1996 · 
2000 · 
2004 · 
2008 · 
2012 · 
2020 · 
2024
WK's: 1934 · 
1938 · 
1974 · 
1978 · 
1990 · 
1994 · 
1998 · 
2006 · 
2010 · 
2014 · 
2022
OS: 1908 ·
1912 ·
1920 ·
1924 ·
1928 ·
1948 ·
1952 ·
2008
Albanië ·
Andorra ·
Argentinië ·
Armenië ·
Australië ·
België ·
Bosnië en Herzegovina ·
Brazilië ·
Bulgarije ·
Canada ·
Chili ·
China ·
Colombia ·
Costa Rica ·
Curaçao ·
Cyprus ·
DDR ·
Denemarken ·
Duitsland ·
Ecuador ·
Egypte ·
Engeland ·
Estland ·
Faeröer ·
Finland ·
Frankrijk ·
GOS · 
Georgië ·
Ghana ·
Gibraltar ·
Griekenland ·
Hongarije ·
Ierland ·
IJsland ·
Indonesië ·
Iran ·
Israël ·
Italië ·
Ivoorkust ·
Japan ·
Joegoslavië ·
Kameroen ·
Kazachstan ·
Kroatië ·
Letland ·
Liechtenstein ·
Luxemburg ·
Malta ·
Marokko ·
Mexico ·
Moldavië ·
Montenegro ·
Nederlandse Antillen ·
Nigeria ·
Noord-Ierland ·
Noord-Macedonië ·
Noorwegen ·
Oekraïne ·
Oostenrijk ·
Paraguay ·
Peru ·
Polen ·
Portugal ·
Qatar ·
Roemenië ·
Rusland ·
Saarland ·
San Marino ·
Saoedi-Arabië ·
Schotland ·
Senegal ·
Servië en Montenegro ·
Slovenië ·
Slowakije ·
Sovjet-Unie ·
Spanje ·
Suriname ·
Thailand ·
Tsjechië ·
Tsjecho-Slowakije ·
Tunesië ·
Turkije ·
Uruguay ·
Verenigd Koninkrijk ·
Verenigde Staten ·
Wales ·
Wit-Rusland ·
Zuid-Afrika ·
Zuid-Korea ·
Zweden ·
Zwitserland
Argentinië (1978) ·
Argentinië (2006) ·
Argentinië (2014) ·
Argentinië (2022) ·
Australië (2014) ·
Brazilië (2014) ·
Chili (2014) · 
Costa Rica (2014) ·
Denemarken (2010) ·
Denemarken (2012) ·
Duitsland (2012) · 
Ecuador (2022) · 
Frankrijk (2008) ·
Italië (2008) ·
Ivoorkust (2006) ·
Japan (2010) ·
Kameroen (2010) ·
Mexico (2014) · 
Noord-Macedonië (2021) · 
Oekraïne (2021) · 
Oostenrijk (2021) · 
Portugal (2006) ·
Portugal (2012) ·
Portugal (2019) ·
Qatar (2022) ·
Roemenië (2008) ·
Rusland (2008) ·
San Marino (2011) ·
Senegal (2022) ·
Servië en Montenegro (2006) ·
Sovjet-Unie (1988) ·
Spanje (2010) ·
Spanje (2014) ·
Tsjechië (2021) · 
Uruguay (2010) ·
Verenigde Staten (2022) · 
West-Duitsland (1974)